# Malchut
Malchut (hebr. מלכות, królestwo) – dziesiąta i ostatnia sefira kabalistycznego Drzewa Życia oznaczająca materię, bądź obecność Boga w świecie materialnym (Szechina).

## Kabała
W kabalistycznym Drzewie Życia jest dziesiątą, najniższą i najbardziej oddaloną od źródła światła z sefirot. Z drugiej strony, jest uwieńczeniem emanacji i całego procesu stwarzania świata (odbija z powrotem do Keter światło emanujące w dół). Łączy ją szczególny związek z Bina – Sefer Jecira nazywają Bina Tronem, na którym zasiada Malchut. Dzieła średniowieczne (w tym Sefer ha-Bahir) odbierają jej pierwotny sakralny charakter i opisują ją jako sefirę upadłą, skażoną materią, a więc złą. Kabała luriańska natomiast umieszcza Malchut w centrum stworzenia i na powrót przywraca jej charakter Boskiego Oblicza.
Jest ona królestwem Cherubów, a jej strażnikiem jest Sandalfon.

## Tarot
W Tarocie odpowiednikiem Malchut są dziesiątki (Małe Arkana). Drogom między Biną a innymi sefirotami odpowiadają odpowiednio Wielkie Arkana: Sąd Ostateczny (Malchut – Hod), Świat (Malchut – Jesod), Księżyc (Malchut – Necach)